# Марсело Жіл Фернандо
Марсело Жіл Фернандо або просто Марселіньйо (порт.-браз. Marcelo Gil Fernando; нар. 28 березня 1990, Озаску, штат Сан-Паулу, Бразилія) — бразильський футболіст, вінґер та нападник клубу «Ітуано».

## Кар'єра гравця
Марселіньо — вихованець академії «Корінтіанса». Однак в основному складі своєї рідної команди він не зміг закріпитися, тому змушений був тричі вирушати в оренду. З 2010 по 2011 роки виступав у клубах «Атлетіко Монте-Азул», «Понте-Прета» та «Мірасол». 2011 року він перейшов в клуб «Греміо Баруері», в якому провів 2,5 сезону.
У лютому 2013 року Марселіньо перейшов у львівський клуб «Карпати».
27 травня 2013 виставлений на трансфер.
31 січня 2014 року рушив в оренду до кінця року на батьківщину в «Ітуано». 22 червня 2015 року був орендований до кінця року клубом «Оесте». У січні 2016 року розірвав контракт з «Карпатами» і підписав трирічну угоду з «Ітуано».

## Досягнення
Корінтіанс
- Кубок Бразилії
  -  Володар (1): 2009

- Ліга Пауліста
  -  Чемпіон (1): 2009

- Кубок Сан-Паулу
  -  Володар (1): 2009